# Lúcio Cossônio Galo Vecílio Crispino Mansuânio Marcelino Numísio Sabino
Lúcio Cossônio Galo Vecílio Crispino Mansuânio Marcelino Numísio Sabino (em latim: Lucius Cossonius Gallus Vecilius Crispinus Mansuanius Marcellinus Numisius Sabinus), conhecido apenas como Lúcio Cossônio Galo, foi um senador romano nomeado cônsul sufecto em 117 com Públio Afrânio Flaviano. 

## Carreira
Galo serviu como tribuno militar da Legio XXI Rapax. Como considera-se que ela tenha sido completamente destruída em 92 na fronteira do Danúbio, a data mais tarde seria este ano. Antes de 100, Galo foi triumvir capitalis (um comitê responsável pelas prisões romanas) e depois serviu como legado do procônsul da Ásia. Em 111, foi governador com poderes proconsulares da Sardenha. Finalmente, foi nomeado cônsul sufecto em 117.
Depois do consulado, Galo foi legado imperial da Galácia-Pisídia entre 113 e 115 e da Judeia entre 118 e 120, o primeiro consular conhecido a governar esta província. Depois disto, nada mais se sabe sobre ele.

## Família
Galo se casou com Clódia Patruína, filha do consular Lúcio Domício Sêneca (fl. 97) e de Clódia Decmina, e neta de Lúcio Domício Apolinário. A filha do casal, Cossônia Sabina, casou-se com Lúcio Égio Márulo, cônsul sufecto em 111 e filho de Lúcio Égio Cornélio Ambíbulo Pompônio Longino Cassiano.